# Шандунг
Шандунг (кин: 山東, 山东, Shāndōng - источно од планина) је покрајина у источном делу Народне Републике Кине. Обухвата велико полуострво Шандунг које је окружено Жутим и Бохајским морем. Покрајина такође припада доњи ток реке Хоангхо. 
Главни град Шандунга је Ђинан. Покрајина има површину од 156.700 km² и око 94 милиона становника (2008). 